# Zweiter Waldemarkrieg

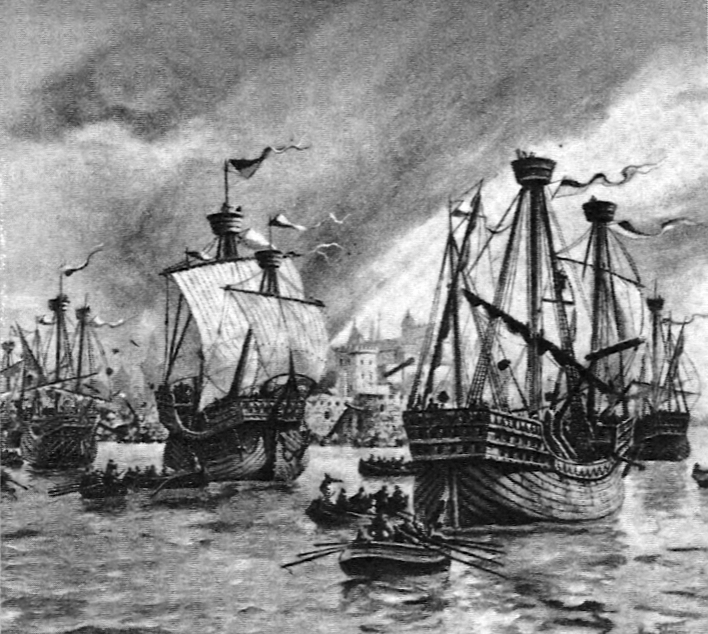
Eroberung Kopenhagens durch die Hanse 1368 (Bild aus dem 19. Jahrhundert, Sächsische Staatsbibliothek)

Der Zweite Waldemarkrieg (auch Zweiter Hansekrieg oder Großer Hansekrieg) war Teil der Auseinandersetzung zwischen Dänemark und einem Bund der Hansestädte in der Zeit zwischen August 1361 und Mai 1370.

## Vorgeschichte
Die Expansionspolitik des dänischen Königs Waldemar IV. stand im Gegensatz zum wirtschaftspolitischen Machtanspruch der Hanse. Waldemar eroberte 1360 das drei Jahrzehnte zuvor an Schweden verlorene Schonen zurück und im Jahr darauf auch die Insel Gotland, so dass die wendischen Hansestädte ihre Handelsprivilegien bedroht sahen. Im September 1361 wurde Dänemark der Krieg erklärt, doch Waldemar konnte die militärische Auseinandersetzung, den sogenannten Ersten Waldemarkrieg, für sich entscheiden und die Hanse musste im Jahr 1365 den für sie ungünstigen Frieden von Vordingborg schließen.
In den folgenden Jahren wurde der hansische Handel durch Waldemar jedoch immer wieder stark eingeschränkt. Aus diesem Grund schlossen sich am 19. November 1367 57 Hansestädte mit den niederländischen Städten Amsterdam, Brielle und Harderwijk zur Kölner Konföderation zusammen. Im Februar 1368 vereinbarte die Hanse ein Bündnis mit dem schwedischen König Albrecht III., norddeutschen und dänischen Adligen und erklärte Waldemar erneut den Krieg. In zahlreichen Briefen an benachbarte norddeutsche Fürstentümer, England sowie an den Papst rechtfertigte die Hanse ihr Vorgehen.

## Kriegsverlauf
Die Operationen der hansischen Flotte begannen im April 1368 mit einem Angriff von 37 Schiffen und 2000 Mann auf Kopenhagen, welches am 2. Mai erobert und zerstört wurde. Der Sitz Waldemars, die Kopenhagener Burg, wurde geschleift. Im Sommer des Jahres eroberten schwedische und hansische Truppen die Provinz Schonen in Südschweden, welche im ersten Hanse-Dänemark-Krieg nach drei Jahrzehnten schwedischen Intermezzos wieder an Dänemark gefallen war. Südjütland und Norwegen wurden ebenfalls besetzt, so dass König Waldemar IV. fliehen musste. Helsingborg hielt als einzige Stadt den Attacken der Hanse stand und zwang die Belagerer unter dem Kommando von Bruno von Warendorp zu überwintern. Im Frühling 1369 begannen erneute Eroberungsversuche, doch erst im Spätsommer 1369 fiel die Stadt in die Hände der hansischen Truppen. Ende November 1369 wurde zwischen Dänemark und der Hanse ein Waffenstillstand unterzeichnet, der in den Frieden von Stralsund mündete, welcher die Vorherrschaft der Hanse in der Ostsee bestätigte, Schonen und Gotland aber bei Dänemark beließ.